# Parastylodactylus tranterae
Parastylodactylus tranterae is een garnalensoort uit de familie van de Stylodactylidae. De wetenschappelijke naam van de soort is voor het eerst geldig gepubliceerd in 1990 door Cleva.